# Llibreria Quera
La Llibreria Quera és un establiment situat al carrer de Petritxol, 2 de Barcelona, catalogat com a element d'interès paisatgístic (categoria E3). El 2011, va rebre el Premi Nacional de Cultura de la Generalitat de Catalunya.

## Història
El 2 de febrer del 1916, Josep Quera i Còrdoba (1879-1958) i la seva esposa Montserrat Graupera van inaugurar la llibreria L'Escon, especialitzada en teatre, en una botiga del carrer de Petritxol que havia estat una merceria. El 1937, el quart dels sis fills del matrimoni, Joan Quera i Graupera (1910-1996), escolta, va publicar el primer catàleg de monografies i mapes excursionistes, i el 1939, deixà la seva feina de banca i borsa per a regentar la llibreria. El 1946, col·laborà en la fundació de l'Editorial Alpina, i muntà per primera vegada una parada a la Rambla per a la Diada de Sant Jordi.
A la mort del fundador el 1958, la botiga va deixar de ser habitatge. El 1966, després d'unes reformes amb motiu del 50è aniversari, la llibreria va canviar de nom a Quera – Cultura Excursionista, i obtingué la placa de plata de la Federació Catalana de Muntanyisme. El 1990, Roser Quera, filla de Joan, va agafar les regnes del negoci, i el 2005, es va jubilar i el va traspassar al seu fill Raimon.
El 2019, després d'una reforma, va reobrir com a Espai Quera, que combina la llibreria amb un restaurant.